# 張鵬翼 (萬曆進士)
張鵬翼（？—？），字斂之，號扶摶，直隶永平府灤州人，明朝政治人物。

## 生平
萬曆十九年（1591年）辛卯科順天鄉試八十五名舉人，萬曆二十六年（1598年）戊戌科進士，授山东滕县令，值黄河盛涨，滕为险工，鹏翼督同民夫，昼夜抢护堤岸，卒以保全。擢工部主事，升工部郎中，以疾辞归，闭门扫轨，训諸孫以自娱，卒祀鄉賢。